# Rognosa d’Etiache
Rognosa d’Etiache – szczyt w Alpach Kotyjskich, części Alp Zachodnich. Leży na granicy między Włochami (region Piemont) a Francją (region Sabaudia). Szczyt można zdobyć drogą ze schroniska Rifugio Camillo Scarfiotti (2165 m).